# Kong Knaps Dige

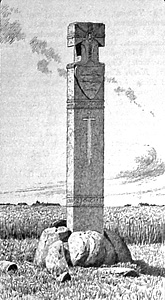
Der 1892 errichtete Grathe-Stein

Kong Knaps Dige (auch Bækmarksdiget, Koksnapdiget oder Knapdiget genannt) ist ein nach König Knap benannter Festungswall aus der Eisenzeit südlich von Viborg in Jütland in Dänemark. 
Er befindet sich an der Stelle, wo der Hærvejen die Haller Å überquert. Der Rest des ursprünglich wahrscheinlich höheren und längeren Walles ist etwa 200 Meter lang, bis zu 6,5 m breit und 1,0 m hoch und verläuft von Nordwesten nach Südosten über eine Mulde zwischen zwei Hügeln. Entlang der südwestlichen Seite läuft über eine längere Strecke ein bis zu 1,25 m tiefer Graben. 
Sein Alter kann nicht genau bestimmt werden. Es wird angenommen, dass er als Grenze zwischen verschiedenen Stämmen diente. Nicht bestätigt ist seine Rolle in der Schlacht auf der Grathe Hede (dänisch Slaget på Grathe Hede) im Jahre 1157. 
Mit König Knap, der nur im Namen des Walles überliefert ist, scheint König Svend Grathe (Svend Knap) gemeint zu sein, der etwa 32-jährig 1157 in der Schlacht starb. 
Mythische Königsnamen verknüpfen sich auch an anderen Orten Dänemarks mit vorzeitlichen Denkmälern: 
- Kong Asger Høj (auf Møn),
- Kong Dyver Sten, Kong Grøns Høj, Kong Svends Høj (alle auf Lolland),
- Kong Lavses Grav (auf Lyø)
- Kong Holms Høj, Kong Renes Høj (beide auf Langeland),
- Kong Lavses Grav, Kong Rans Høj (beide auf Jütland),
- Kong Haralds Dysse, Kong Skjolds Høj (König Schild), Kong Øres Grav, Kong Slags Dysse, Kong Svends Høj (ein Hügelgrab) und Kong Suders Høj (alle auf Seeland).

Die am besten erhaltenen Teile des Walles wurden 1879 unter Schutz gestellt und die verbleibende Strecke 1893.